# Табера (Ясси)
Табера (рум. Tabăra) — село у повіті Ясси в Румунії. Входить до складу комуни Біволарі.
Село розташоване на відстані 363 км на північ від Бухареста, 48 км на північ від Ясс.

## Населення
За даними перепису населення 2002 року у селі проживали 1115 осіб, усі — румуни. Усі жителі села рідною мовою назвали румунську.